# Bismarckturm (Bensheim)
Der Bismarckturm auf dem Hemsberg bei Bensheim ist ein Bismarck-Denkmal. Der Turm wird als an Sonn- und Feiertagen bewirtschafteter Aussichtsturm und als Wandererheim genutzt.

## Beschreibung
Der Rundturm hat eine Gesamthöhe von 19 Metern. Er befindet sich auf dem Gipfel des 262,2 m ü. NHN hohen Hemsbergs im Südosten von Bensheim. Der Turm ist aus Granit erbaut und verbreitert sich gleichmäßig auf den oberen letzten drei Metern. Er hat als Abschluss eine Brüstung, deren Oberkante in 16,1 Meter Höhe liegt. Auf der Südostseite des Turms befindet sich über dem Austritt auf die Plattform ein Erker mit Satteldach, der diese um 4 Meter überragt. Im unteren Bereich hat der Turm einen zweigeschossigen Anbau mit einem Walmdach. In seiner ursprünglichen Ausführung war der Anbau im Obergeschoss offen und als Besucherterrasse gedacht. In den 1950er Jahren wurde dieser Bereich jedoch vermauert und mit Fenstern versehen. Der Anbau dient seither als Wandererheim.

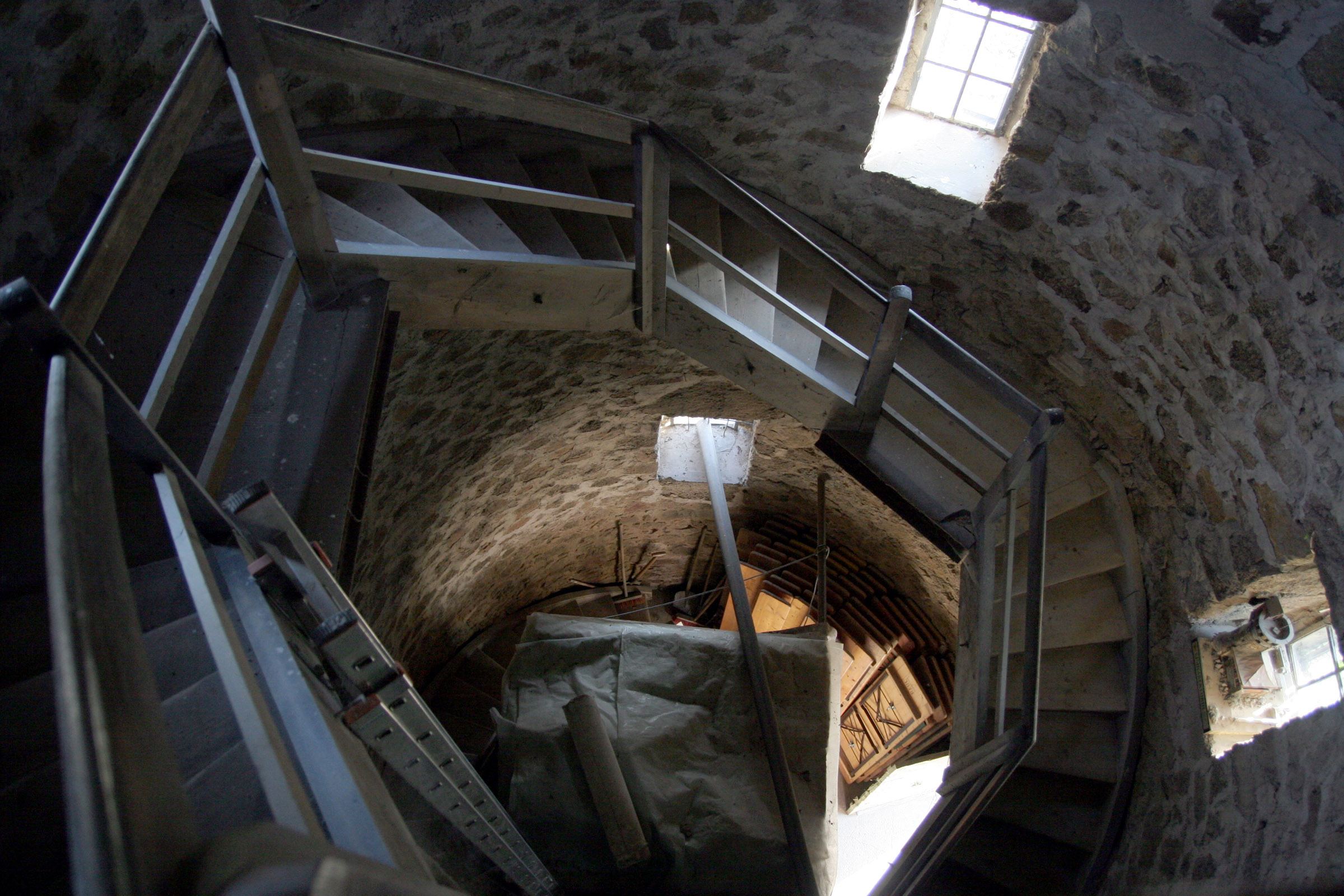
Die Treppe im Turm

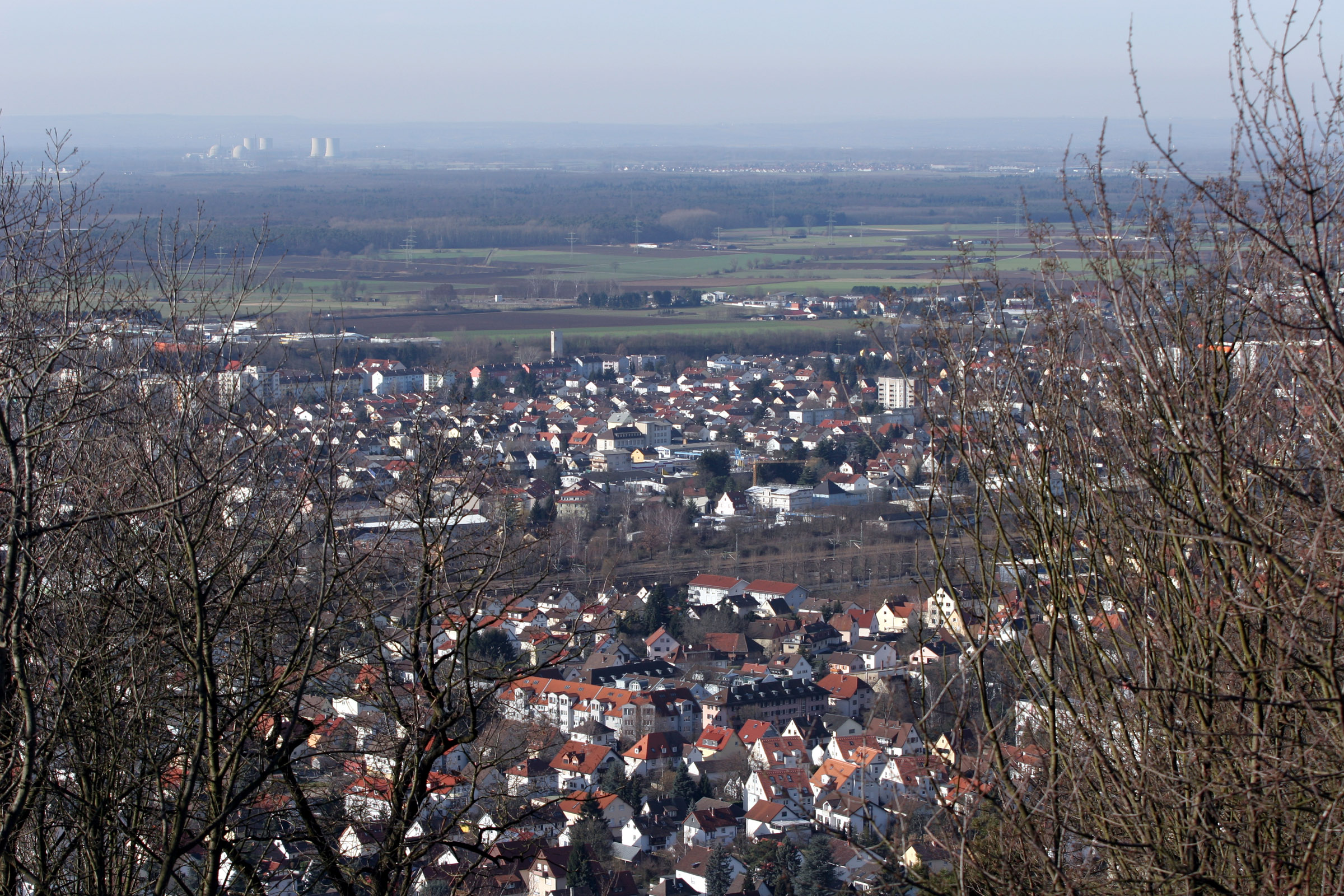
Blick vom Turm auf Bensheim. Im Hintergrund das AKW Biblis

Im Innern des Turmes befindet sich eine Holzwendeltreppe, die mit 60 Stufen über mehrere Absätze zu einer 11,6 Meter hoch liegenden Zwischenebene führt, die durch vier Fenster einen Blick in die Umgebung ermöglicht. Eine weitere Treppe mit 16 Holzstufen und einer Steinstufe führt innerhalb des Erkers durch eine Metalltür auf die 15 Meter hoch liegende Aussichtsplattform. Im Turm befindet sich auch ein Bismarck-Medaillon in Bronze mit dem Emblem des Odenwaldklubs. Die Unterschrift lautet: „Odenwaldklub Sektion Bensheim 1901“. Ursprünglich befand sich dieses Medaillon über dem Eingangsbereich des Turmes. Der Turm erinnert in seiner historischen Grundhaltung mit dem Erker an eine mittelalterliche Warte oder an einen städtischen Befestigungsturm.
Der Bismarckturm ist im Besitz des örtlichen Odenwaldklubs, der auch für die Unterhaltung und Bewirtschaftung sorgt. Bei schönem Wetter ist der Turm an Sonn- und Feiertagen bewirtschaftet. Von der einheimischen Bevölkerung wird der Bismarckturm meist als Hemsbergturm bezeichnet. Von der Plattform aus hat man eine sehr gute Aussicht auf die Oberrheinische Tiefebene, die Bergstraße und den Odenwald. Um das Gebäude herum befindet sich ein artenreiches Naturschutzgebiet.
Als Kulturdenkmal steht der Bismarckturm unter Denkmalschutz.

## Baugeschichte
Am 17. Mai 1897 regten der Postdirektor a. D. Ernst Hallwachs (1828–1903) und der Bensheimer Unternehmer Kommerzienrat Wilhelm Euler (1847–1934) an, auf dem Gipfel des Hemsberges einen Bismarck-Turm zu errichten. Der Turm wurde nach Plänen von Heinrich Metzendorf errichtet und am 6. Juli 1902 fertiggestellt. Die Baukosten für seine Errichtung beliefen sich auf 10.000 Mark. Im Jahr 2010 wurde der Turm saniert. Das Dach wurde abgedichtet, Fenster und Türen wurden gestrichen. 2017 wurde der Turm von der Ortgruppe Bensheim an den, dafür gegründeten Hemsbergturm-Verein übergeben, da sich die Ortsgruppe, auf Grund ihrer Altersstruktur, zukünftig nicht mehr in der Lage sah, die Verantwortung für den Turm zu übernehmen.

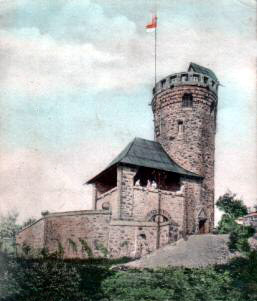
Der Bismarckturm auf einer Postkarte von 1905
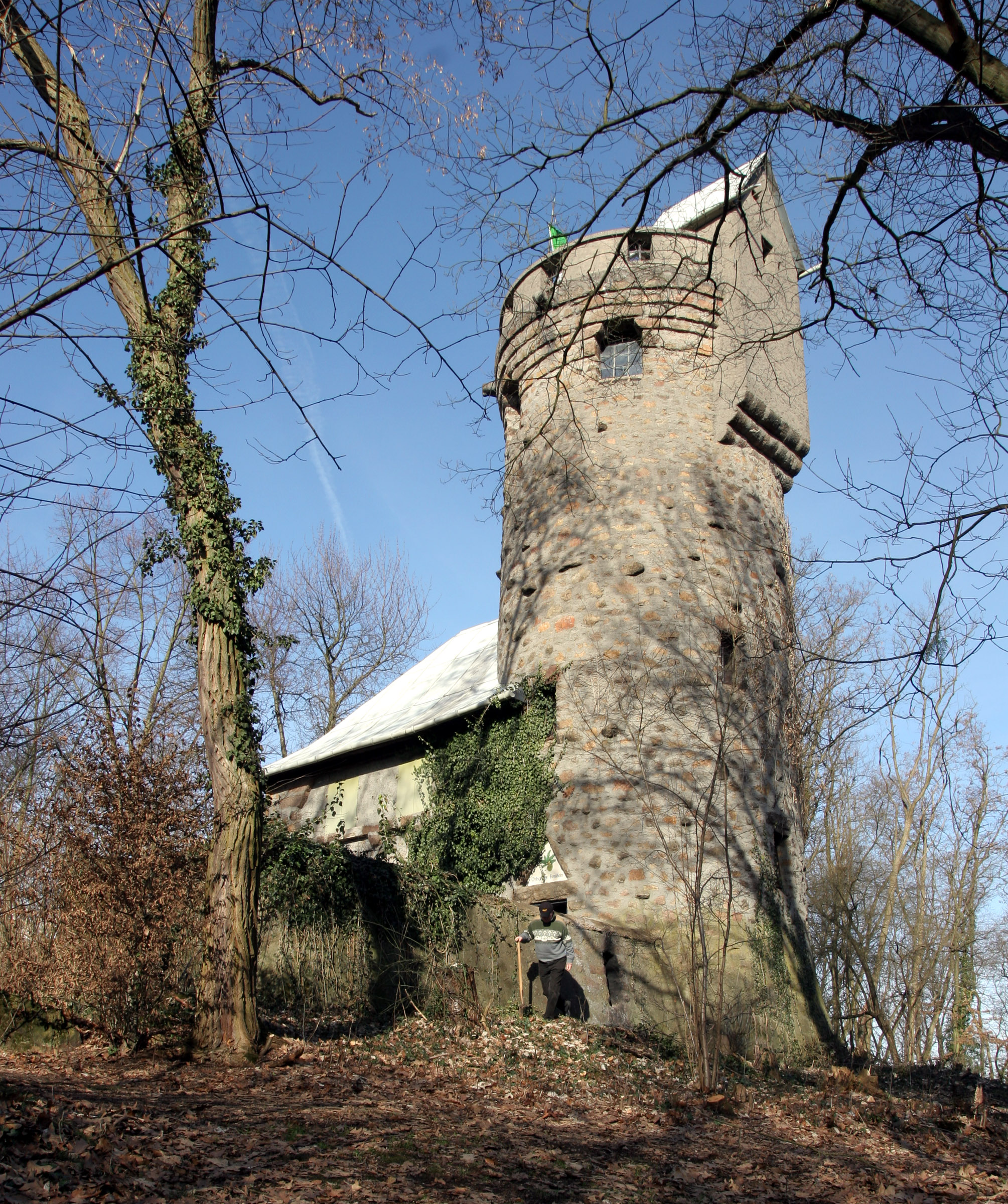
Der Bismarckturm mit Erker